# Monastir (Itálie)
Monastir (sardinsky: Muristeni) je italská obec (comune) v provincii Sud Sardegna v regionu Sardinie. Nachází se asi 20 kilometrů severozápadně od Cagliari. Rozloha obce je 31,8 km². Název obce pochází z katalánského monestir (klášter).